# Meritokracie
Meritokracie (z lat. meritus = zasloužilý (od slovesa mereor) nebo meritōrius = důležitý a řec. κράτος / kratos = vláda; vláda nadaných) je forma vlády nebo jiné správy, ve které jsou odměny a funkce rozdávány dle schopností. Meritokracie je tedy postavená na myšlence, že výkonové faktory (úsilí jednotlivce, jeho aktivita, schopnosti, výkonnost, píle a zájem) hrají důležitější roli než faktory dané (pohlaví, věk, národnost, rasová příslušnost a sociální původ). To má být předpokladem odstranění sociální nerovnosti ve společnosti. Pojetí, které bere moderní společnost jako výkonovou, je blízké strukturálnímu funkcionalismu.
Mnoho kritiků, jako například Michael Young, který také v roce 1958 pojem meritokracie ve své knize The Rise of the Meritocracy („Vzestup meritokracie“) zavedl, meritokracii pokládá za elitářskou a tvrdí, že v meritokracii budou tvořit vládnoucí třídu jen ti, kteří měli ty správné příležitosti.
Dokonalá meritokracie je utopie, určité její znaky lze však nalézt ve většině společností. Politický komentátor Kyle Kulinski jako příklad dokonalé (nepolitické) meritokracie uvádí sport.

## Etymologie
Pojem meritokracie byl zaveden britským sociologem a politikem Michaelem Youngem v knize The Rise of the Meritocracy („Vzestup meritokracie“) publikované v roce 1958, která satirickým způsobem popisuje společnost, ve které pouze inteligence a nadání rozhodují o postavení člověka ve společnosti. Termín vznikl kombinací kořenu slova latinského původu meritōrius (důležitý) / meritus (vysloužilý) a řeckého κράτος (vláda).

## Historie
Ačkoliv pojem vznikl až v 50. letech 20. století, koncept meritokracie existoval již ve starověku, zejména ve starém Římě, v souvislosti s pojmem nobilita (z lat. slova nobilis = známý a vznešený, tj. politik vznešeného původu se musel ukazovat v Římě lidu, který ho pak volil, aby ho znal).

### Starověká Čína
S obdobnou myšlenkou totiž přišel filozof Konfucius již v 6. století př. n. l. Podle něj by ti, kteří vládnou, neměli být vybíráni na základě svého zděděného statusu, ale na základě svých schopností a zásluh (anglicky „merit“). To by v praxi znamenalo, že úředníkem by se mohl stát kdokoliv, nejen osoby šlechtického původu, ale ku příkladu i člověk z venkovského prostředí. Ve 2. století př. n. l. v Číně tyto Konfuciovy myšlenky převzala vládnoucí dynastie Chan a založila na ni fungování tehdejší byrokracie. Byla zavedena nová pravidla pro výběr zaměstnanců veřejné služby a úředníky se mohli stát jen ti uchazeči, kteří úspěšně složili jednotný test, který poměřoval jejich znalosti, dovednosti a zkušenosti. V té době bylo postavení úředníka velice vážené a pro celou rodinu znamenalo bohatství a poctu. Díky meritokratickému systému se vzdělání stalo klíčem pro vertikální sociální mobilitu.

### 17. století
Z Číny se tento systém rozšířil do Indie, kde byl posléze na počátku 17. století poprvé použit Evropany – ve východoindické společnosti s britským vedením. Tam se rozhodli najímat a povyšovat své zaměstnance na základě prozkoušení všech uchazečů, aby zabránili korupci a protežování. Dodnes jsou v Indii mezi zaměstnanci veřejné správy nejtalentovanější občané, kteří museli projít náročným vstupním zkoušením. V období osvícenství došlo k překladům textů čínského filozofa Konfucia a západní myslitele oslovila myšlenka meritokracie. Ti v tomto systému viděli alternativu k tradičnímu středověkému evropskému konceptu dědičnosti hodností. První evropskou velmocí, která úspěšně aplikovala meritokracii byla Velká Británie.

### 19. století
Z Britské Indie se v 19. století meritokratický systém rozšířil i do Velké Británie a následně kontinentální Evropy a do Spojených států amerických. Během tohoto století bylo zavedeno mnoho reforem, které upravovaly veřejnou službu. Cílem bylo minimalizovat zvýhodňování elit a zajistit, aby zaměstnanci veřejné správy měli potřebné znalosti a schopnosti. V roce 1883 Spojené státy americké přijímají „Pendleton Civil Service Reform Act“ inspirovaný britským meritokratickým systémem. Tento zákon stanovuje, že správní posty by měly být přidělovány na základě schopností jednotlivce a ne podle politické příslušnosti. Zároveň tento zákon zakázal vyhození nebo sesazení úředníků z politických důvodů.

### Meritokracie v socialismu
V socialismu má meritokracie paradoxní vývoj. Kritérium zásluh se přenáší úplně mimo ekonomické oblasti. Nejdůležitější je schopnost napojit se na sítě vlivných klientel. Pomocí těchto sítí je potom možné získat výhodnější postavení při rozdělování jednotlivých služeb a statků.

### Srí Lanka
Že meritokratické procesy mají zásadní význam pro udržení sociální (společenské) a politické stability, zdůraznila Zpráva prezidentské Komise pro mládež z roku 1990 na Srí Lance. Komise jmenovaná koncem roku 1989, aby zkoumala příčiny nespokojenosti a nepokojů, které vedly v letech 1987 až 1989 k marxistickému povstání, zjistila, že napříč zemí panuje veliká shoda (silný konsenzus), že hlavní příčinou nepokojů mládeže na Srí Lance byla politizace, zneužívání moci a nespravedlnost. Občanská společnost komisi naznačila alarmující míru nespokojenosti veřejnosti v oblasti náboru do veřejných služeb. Podle mladých lidí se základní normy spravedlnosti, rovnosti a zásluh neslučovaly s politizací zaměstnanosti prostřednictvím „systému chit“ – praxe, kdy člověk obdrží dopis od poslance parlamentu, aby mohl najít uplatnění (získat zaměstnání) ve veřejné správě (veřejném sektoru). Komise uvedla, že na Srí Lance – v zemi, kde většinu formální zaměstnanosti představuje veřejný sektor, spustila proces politizace s dalekosáhlými sociálními důsledky změna Ústavy v roce 1972, když zrušila pravomoc Komise pro veřejné služby a jmenování převedla do kompetence (gesce) kabinetu ministrů.

## Meritokracie jako ideologie
Meritokracie je ideologie, podle které úspěšnost každého jednotlivce nejvíce závisí na jeho osobním výkonu, který je dán pouze jeho schopnostmi a úsilím. Předpokladem tohoto směru je skutečnost, že osobní výkon jednotlivce vede k prosperitě celé společnosti. Do vyšších pozic spojených s větší zodpovědností a náročnější prací se totiž dostávají jednotlivci, kteří prokážou patřičné schopnosti a píli. Tím je ve společnosti náročnější práce svěřována schopnějším jedincům a na ostatní zbývají méně zodpovědné úkoly. To pak vede k větší efektivitě společenské dělbě práce, která tak přináší větší užitek pro všechny. Do vládnoucí vrstvy je tedy možné se dostat pouze na základě svých schopností, výkonů a zásluh.
Meritokracie je úzce spojená s ideologií liberalismu, zejména s klasickým liberalismem. Liberálové věří, že lidé se rodí s odlišnými vlastnostmi a neměli by tudíž být odměňováni všichni stejně. Odměňovat schopnosti a zásluhy je podle nich nejen správné, ale i potřebné, neboť to jednotlivce motivuje k úsilí a sebezdokonalování.
Myšlenka, že schopní a pracovití jedinci stoupají ve společnosti vzhůru a neschopní a líní klesají dolů, je základem sociálního darwinismu, popsaného Herbertem Spencerem v knize Člověk versus stát (1884). Inspirací mu byla teorie evoluce druhů dle přírodovědce a zakladatele evoluční biologie Charlese Darwina, která se koncem 19. století stala natolik rozšířenou, že začala pronikat i do oblasti společenských věd.
V meritokracii jsou funkce a úkoly rozdělovány na základě inteligence, schopností a vzdělání jedince. Úroveň těchto vlastností je měřena různými testy nebo jako hlavní měřítko slouží nejvyšší dosažené vzdělání. V dnešní době se jako nejčastější ukazatel používají vysokoškolské diplomy.
V českém systému vzdělávání bývají v tomto směru kritizována osmiletá gymnázia za to, že provádějí první selekci potenciálně úspěšnějších jedinců a tím vytvářejí nerovnost v přístupu k dalšímu vzdělání. Dalším měřítkem používaným v meritokracii mohou být již dosažené výsledky.

## Meritokracie pohledem sociologů
Podle francouzského sociologa Pierrea Bourdieua je úspěšnost závislá také na úspěšnosti předků a kvalitě rodinného zázemí.
Bourdieu byl ve své práci důsledně zaměřený na odhalování mechanismů způsobů nadvlády/dominance ve společnosti. Sledoval působení moci, její účinky a poukazoval na schopnost symbolických systémů udržovat a posilovat útlak, uchovávat vztahy nadřazenosti a podřízenosti za pomoci jejich naturalizace. Za pomocí teorie kulturní reprodukce vysvětluje, jak dominantní skupiny ve společnosti udržují mezigeneračně své postavení, status quo, v podmínkách rozvinutých společností, kde k tomuto účelu často využívají vzdělávací systém.
Škola poskytuje doklady o kulturních kompetencích (jedná se o třetí složku kulturního kapitálu). Bourdieu se domnívá, že se škola posvěcuje, protože určité lidi uvádí do posvátné kategorie vzdělaných. Promoce, při kterých se udělují vysokoškolské diplomy a tituly, jsou podle něj zcela srovnatelné s pasováním na rytíře. Kromě toho tím, že škola uděluje doklady o kulturních kompetencích, uděluje i možnost proměnit kulturní kapitál v příjem, a tím i v ekonomický kapitál. Podle P. Bourdieua lze tedy říci, že vzdělání, o němž jsme si kdysi mysleli, že upřednostňováním schopností před dědičnými privilegii dokáže nastolit určitou formu meritokracie, spěje spíše k tomu, že skrze skrytý vztah mezi školním vzděláním a zděděnou kulturou vytváří novou šlechtu, která zakládá svou autoritu a legitimnost na školním titulu.
Michael Young (The Rise of the Meritocracy, 1958) se jako autor myšlenky meritokracie zabýval dědičností intelektu. Domníval se, že pokud by byla inteligence dědičná, může meritokracie vést k vytvoření úzké elity. Obával se omezení sociální mobility a vzniku uzavřeného stratifikačního systému. V 60. letech 20. století Peter M. Blau a Otis D. Duncan publikovali práci The American Occupational Structure (1967), ve které popsali základní model stratifikačního procesu a roli vzdělání v něm. Vzdělání dávají klíčovou roli při dosažení sociálního statusu. Výzkum na společnosti prováděli v USA a na jeho základě formulovali modernizační teorii.
Na téma dědičnosti a inteligence, o které se sociologové začali zajímat díky M. Youngovi, vznikly práce, které předpokládaly vysokou závislost inteligence na zděděných dispozicích jedince (Jensen, 1972; Herrnstein, 1973; Herrnstein, Murray, 1994). Za jednu z nejkontroverznějších knih, která se zabývá vztahem mezi inteligencí a sociální stratifikací, lze považovat dílo autorů Herrnsteina a Murraye The Bell Curve (1994). Řada závěrů The Bell Curve byla od jejího vydání kritizována.

## Kritika meritokracie
Odborná kritika tohoto pojetí upozorňuje na to, že všeobecná orientace na výkon sice zvyšuje produktivitu, ale určení toho, co je to výkon a jak ho odměňovat, se děje na základě kritérií, která k rovnosti jako k cíli nesměřují. Výzkumy, které proběhly, ukazují na to, že šance na získání pracovního místa nebo na ekonomický úspěch není přímo závislá na inteligenci a poznávacích schopnostech. Příležitosti nejsou od samého počátku stejné, díky rozdílnému sociálnímu kapitálu a kulturnímu kapitálu v rodinách. Svou roli hrají i další sociální vazby jako například typ navštěvované školy. Jedná se o askriptivní faktory. Více se dozvíte zde: Sociální status a zde Teorie jazykových kódů.
Podle kritiků je meritokracie založená na nejednoznačně definovaných konceptech schopností a úsilí. Meritokracii považují za ideologii, díky které můžeme ospravedlnit přetrvávající nerovnosti. Otázky, které si kladou jsou například: Jak definujeme schopnosti jedince a dokážeme je adekvátně zjišťovat? Jak definujeme úsilí? Je standardizované skóre inteligenčního testu či úspěch v didaktickém testu ukazatelem našich schopností? Kritici také zdůrazňují, že cíl vzdělání by měl být hlavně ve snižování počátečních vzdělanostních nerovností mezi jednotlivými žáky.
Americký publicista a sociolog Daniel Bell ve své práci The Coming of Post-Industrial Society (1973) hovoří o nutnosti přehodnocení meritokracie s přihlédnutím k rovnosti výsledků a nazývá ji „spravedlivou meritokracií“ (just meritocracy).
Michael Young v roce 2001 kritizoval, jak se používá pojem meritokracie. Původní popsání meritokracie jako negativního typu společenské organizace neodpovídalo tomu, jak mnoho lidí včetně politiků (Tony Blair) meritokracii používalo (ideál).